# Eparchia di Baryš

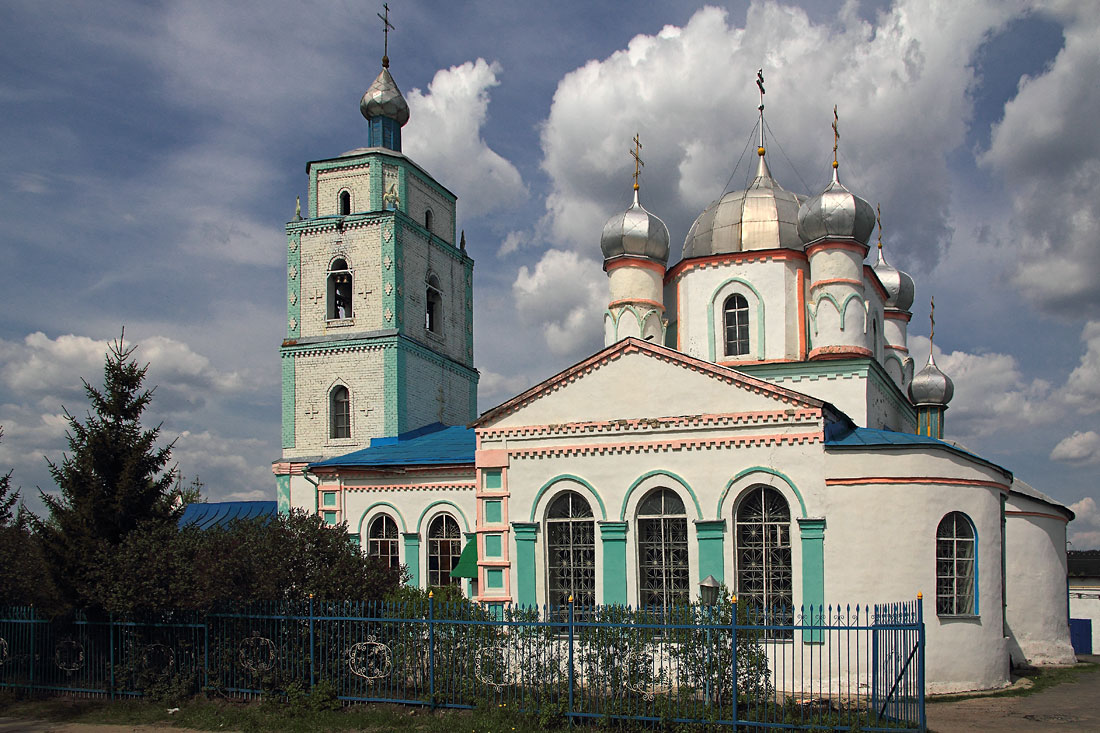
La cattedrale della Santissima Trinità di Baryš.

L'eparchia di Baryš (in russo Барышская епархия?) è una diocesi della Chiesa ortodossa russa, appartenente alla metropolia di Simbirsk.

## Territorio
L'eparchia comprende i rajon Bazarnosyzganskij, Baryšskij, Inzenskij, Nikolaevskij, Pavlovskij, Radiščevskij e Starokulatkinskij nella oblast' di Ul'janovsk.
Sede eparchiale è la città di Baryš, dove si trova la cattedrale della Santissima Trinità.
L'eparca ha il titolo ufficiale di «eparca di Baryš e Inza».

## Storia
L'eparchia è stata eretta dal Santo Sinodo della Chiesa ortodossa russa il 26 luglio 2012, ricavandone il territorio dall'eparchia di Simbirsk, e contestualmente è entrata a far parte della metropolia di Simbirsk.